# Lee Sang-hee
Lee Sang-hee (이상희) (20 april 1992) is een Zuid-Koreaans golfprofessional. 
Lee staat in april 2013 nummer 1 op de ranking van de Korea PGA en heeft al in de top-300 van de wereldranglijst gestaan.